# Ingentia
Ingentia byl rod starobylého sauropodního dinosaura z čeledi Lessemsauridae. Žil v období pozdního triasu (věk pozdní nor až rét, asi před 210 až 205 miliony let) na území dnešní Argentiny (provincie San Juan).

## Popis
Šlo o prvního známého velkého dinosaura, jeho délka je odhadována asi na 8 až 10 metrů a hmotnost až na 10 tun. Byl tak zhruba dvojnásobně těžší než dosud největší známí sauropodomorfové z triasu. Ingentia tak ukazuje, že evoluční trend směrem k obřím rozměrům byl nastoupen již o desítky milionů let dříve, než se dosud předpokládalo.

## Systematické zařazení
Tento vývojově primitivní sauropod byl zařazen do čeledi Lessemsauridae a jeho nejbližšími příbuznými jsou tak rody Lessemsaurus a Antetonitrus.